# Cordyline neocaledonica
Cordyline neocaledonica är en sparrisväxtart som först beskrevs av John Gilbert Baker, och fick sitt nu gällande namn av Benjamin Daydon Jackson. Cordyline neocaledonica ingår i släktet Cordyline, och familjen sparrisväxter. Inga underarter finns listade i Catalogue of Life.